# Daniela Yaniv-Richter
Pour les articles homonymes, voir Yaniv et Richter.
Daniela Yaniv-Richter (en hébreu : דניאלה יניב-ריכטר) est une céramiste et sculptrice contemporaine israélienne, née en 1956 à Zurich qui vit et travaille à Jérusalem.

## Biographie
Yaniv-Richter est née en Suisse, à Zurich en 5 novembre 1956, elle a fait son alya en Israël en 1975. Après avoir obtenu son diplôme à l'École des beaux-arts Bezalel en 1982, elle a étudié l'année suivante à l'université de l'Est du Michigan (1983). Yaniv-Richter a poursuivi ses études pour le master de beaux-arts à l'université du Michigan, à Ann Arbor. Elle y a obtenu son master en 1985.
Entre autres thèmes, ses œuvres traite de la réplication d'objets naturels et artificiels.
Yaniv-Richter habite et travaille à Jérusalem.

## Prix
- Prix Shapira, Académie Bezalel des arts et du design, Jérusalem, 1982
- Prix Cash Business, Association pour l'Art Ann Arbor, Michigan, 1984
- Prix de sculpture, Renaissance Center, Detroit, Michigan, 1985
- Prix Erim Purchase, Association pour l'Art Ann Arbor, Michigan, 1987
- Premier prix, Michigan Ceramics, galerie Selo Shevel, Ann Arbor, Michigan, 1987
- Prix de la Fondation Alfred et Ilsa Stammer-Mayer, Zurich, Suisse, 2002
- Prix de la Fondation Georges et Jenny Bloch, Zollikon, Suisse, 2003
- Récompense d'acquisition par la Loterie nationale israélienne, 2003
- Prix de design du ministère de l'Éducation d'Israël, 2004.

Déclaration du jury : « Yaniv-Richter crée en professionnel des objets utiles de la vie quotidienne en utilisant la céramique. L'écart existant entre les noms d'objets et leur catégorisation immédiate en fonction de leur apparence soulève des questions importantes sur l'essence, la valeur et la hiérarchie des objets. Yaniv-Richter choisi avec précision la matière et offre une observation différente, en même temps simple et complexe»

## Expositions

### Expositions individuelles
- "Natural Process" (Processus naturel) (2012). Maison des Artistes Jérusalem. Conservateur: Tamar Gispan-Greenberg[2].
- "Virtual Reality" (Réalité virtuelle) (2008). Galerie Ha'Chava, Holon.
- "Useful Sculptures" (Sculptures utiles) (2003). Musée Janco Dada, Ein Hod[3],[4].

### Expositions collectives
- "Eat, Love" (Haine-Amour) (2013). Galerie d'Art Beit Meirov, Holon. Conservateur : Nitza Perry
- "A Post Production Moment" (2010). FLUXspace, Philadelphie. Conservateurs : Anat Shiftan, Kate Doody[5].
- "Intermediate Nature" (2009). Les Ateliers d'Artistes, Jérusalem.
- "Clay, Sensation" (Argile-sensation) la 5e Biennale des Céramiques Israéliennes (2008). Musée Eretz Israël, Tel Aviv.
- "Heara 10" (2006). Musée de la Science Bloomfield, Jérusalem.
- Prix de l'Exposition du Ministère de l'Éducation et de la Culture (2005), musée d'art de Tel Aviv[6].
- "Design, Art, Design" - La 3e Biennale des Céramiques Israéliennes (2004). Musée Eretz Israël, Tel Aviv.
- La 2e Biennale des Céramiques Israéliennes (2002). Musée Eretz Israel, Tel Aviv.

## Publications sur l'œuvre de Daniela Yaniv-Richter
- (en) Tamar Gispan-Greenberg, « Natural Process: Daniela Yaniv-Richter », Ceramics Art and Perception, no 94,‎ décembre 2013, p. 26-29 (ISSN 1035-1841, lire en ligne)
- (en) Gispan-Greenberg, Tamar. "Natural Process", Exhibition Catalog. Jerusalem Artists' House, 2012[7].
- (en) Raya Zommer, « Ready-mades from clay », Ceramics Technical, no 19,‎ 2004, p. 71-72 (ISSN 1324-4175, lire en ligne)